# Chroustov (okres Nymburk)
Chroustov je obec v okrese Nymburk ve Středočeském kraji. Leží asi 25 kilometrů severovýchodně od města Poděbrady. Žije v ní 197 obyvatel.

## Historie
První písemná zmínka o obci pochází z roku 1369.
Ve vsi Chroustov (474 obyvatel, katolický kostel) byly v roce 1932 evidovány tyto živnosti a obchody: obchod s dobytkem, hospodářské družstvo, 3 hostince, 2 koláři, kovář, krejčí, obchod s ovocem a zeleninou, pekař, rolník, řezník, 2 obchody se smíšeným zbožím, Občanská záložna v Chroustově, obchod se střižním zbožím, trafika.

## Obyvatelstvo
| Rok            | 1869 | 1880 | 1890 | 1900 | 1910 | 1921 | 1930 | 1950 | 1961 | 1970 | 1980 | 1991 | 2001 | 2011 | 2021 |
| -------------- | ---- | ---- | ---- | ---- | ---- | ---- | ---- | ---- | ---- | ---- | ---- | ---- | ---- | ---- | ---- |
| Počet obyvatel | 648  | 806  | 797  | 711  | 729  | 635  | 581  | 441  | 385  | 282  | 241  | 222  | 201  | 215  | 200  |
| Počet domů     | 93   | 124  | 125  | 127  | 131  | 134  | 138  | 149  | 129  | 115  | 93   | 140  | 135  | 138  | 138  |

## Obecní správa

### Územněsprávní začlenění
Dějiny územněsprávního začleňování zahrnují období od roku 1850 do současnosti. V chronologickém přehledu je uvedena územně administrativní příslušnost obce v roce, kdy ke změně došlo:
- 1850 země česká, kraj Jičín, politický okres Poděbrady, soudní okres Městec Králové[7]
- 1855 země česká, kraj Jičín, soudní okres Městec Králové
- 1868 země česká, politický okres Poděbrady, soudní okres Městec Králové
- 1939 země česká, Oberlandrat Kolín, politický okres Poděbrady, soudní okres Městec Králové[8]
- 1942 země česká, Oberlandrat Hradec Králové, politický okres Nymburk, soudní okres Městec Králové[9]
- 1945 země česká, správní okres Poděbrady, soudní okres Městec Králové[10]
- 1949 Pražský kraj, okres Poděbrady[11]
- 1960 Středočeský kraj, okres Nymburk
- k 1. lednu 1980 Středočeský kraj, okres Nymburk, obec Kněžice[12]
- k 24. listopadu 1990 Středočeský kraj, okres Nymburk[12]
- 2003 Středočeský kraj, okres Nymburk, obec s rozšířenou působností Poděbrady

### Části obce
- Dvořiště
- Chroustov

## Doprava
Dopravní síť
- Pozemní komunikace – Obcí prochází silnice II/328 Kolín - Městec Králové - Jičíněves.
- Železnice – Železniční trať ani stanice na území obce nejsou.

Veřejná doprava 2011
- Autobusová doprava – Obcí projížděly autobusové linky Městec Králové-Chroustov (v pracovních dnech 6 spojů, o víkendu 1 spoj) (dopravce Okresní autobusová doprava Kolín, s. r. o.), Nový Bydžov-Kopidlno (v pracovních dnech 1 spoj) (dopravce Veolia Transport Východní Čechy a. s.) a Jičín-Chroustov (v pracovních dnech 3 spoje) (dopravce BusLine a. s.).

## Pamětihodnosti
- Barokní kostel Nanebevzetí Panny Marie. Kostel byl vystavěn už ve 14. století, od té doby několikrát přestavěn, v současnosti má barokní podobu. U kostela stávala dřevěná zvonice, která zanikla v roce 1890, kdy byla dokončena kostelní věž.
- Socha svaté Notburgy
- Socha svatého Jana Nepomuckého

## Pověsti
Zvony z kostela Nanebevzetí Panny Marie mívaly prý tak silný hlas, že je bylo slyšet až do Prahy. A protože se Chroustovští báli, aby jim Pražané jejich krásné zvony nesebrali, raději vedle zvonice založil Radek Tyl rybník, nad nímž se hlas zvonů ztrácel.
O zvonech se také zpívá v lidové písní Ty chroustovské zvony.

## Galerie

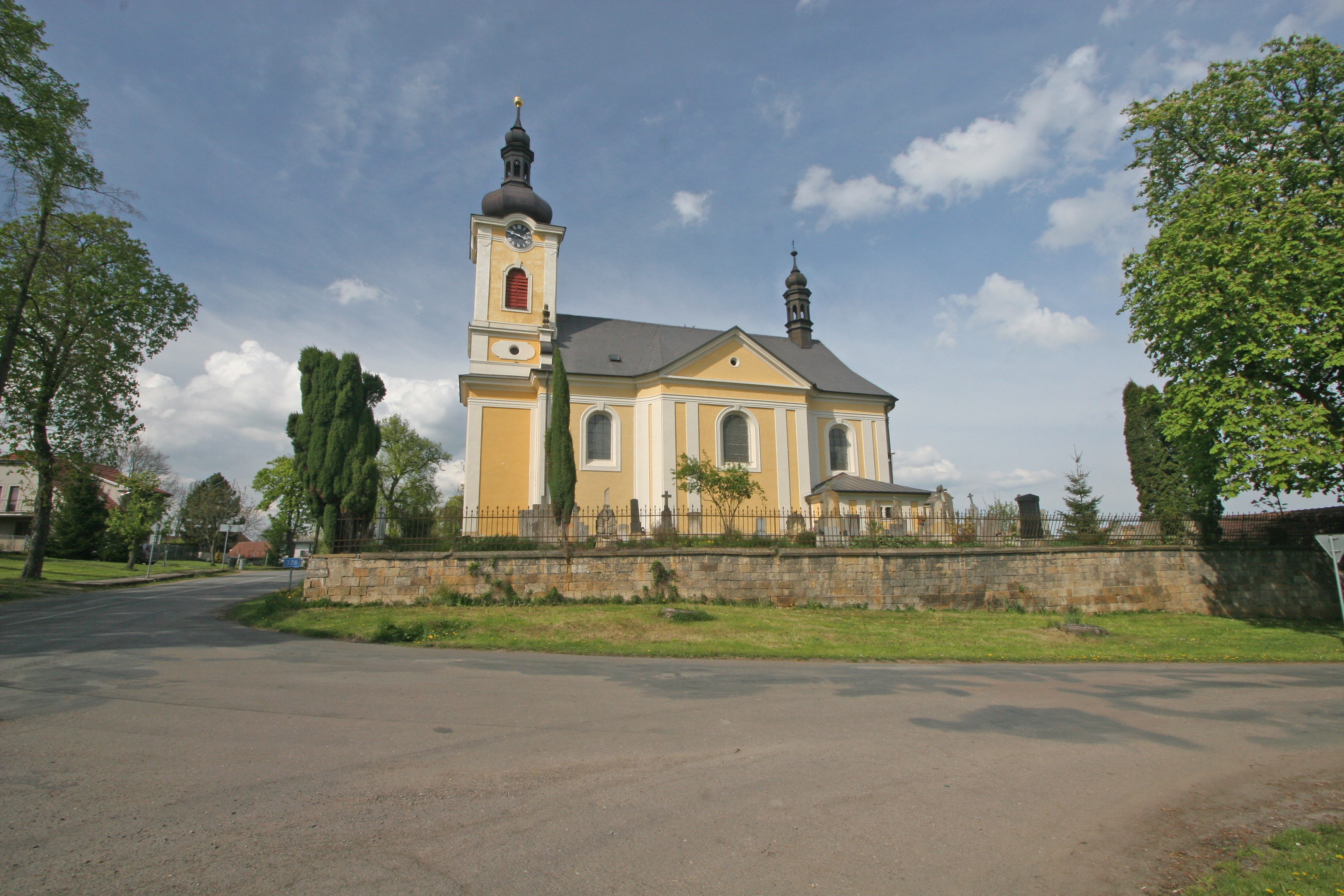
Kostel Nanebevzetí Panny Marie
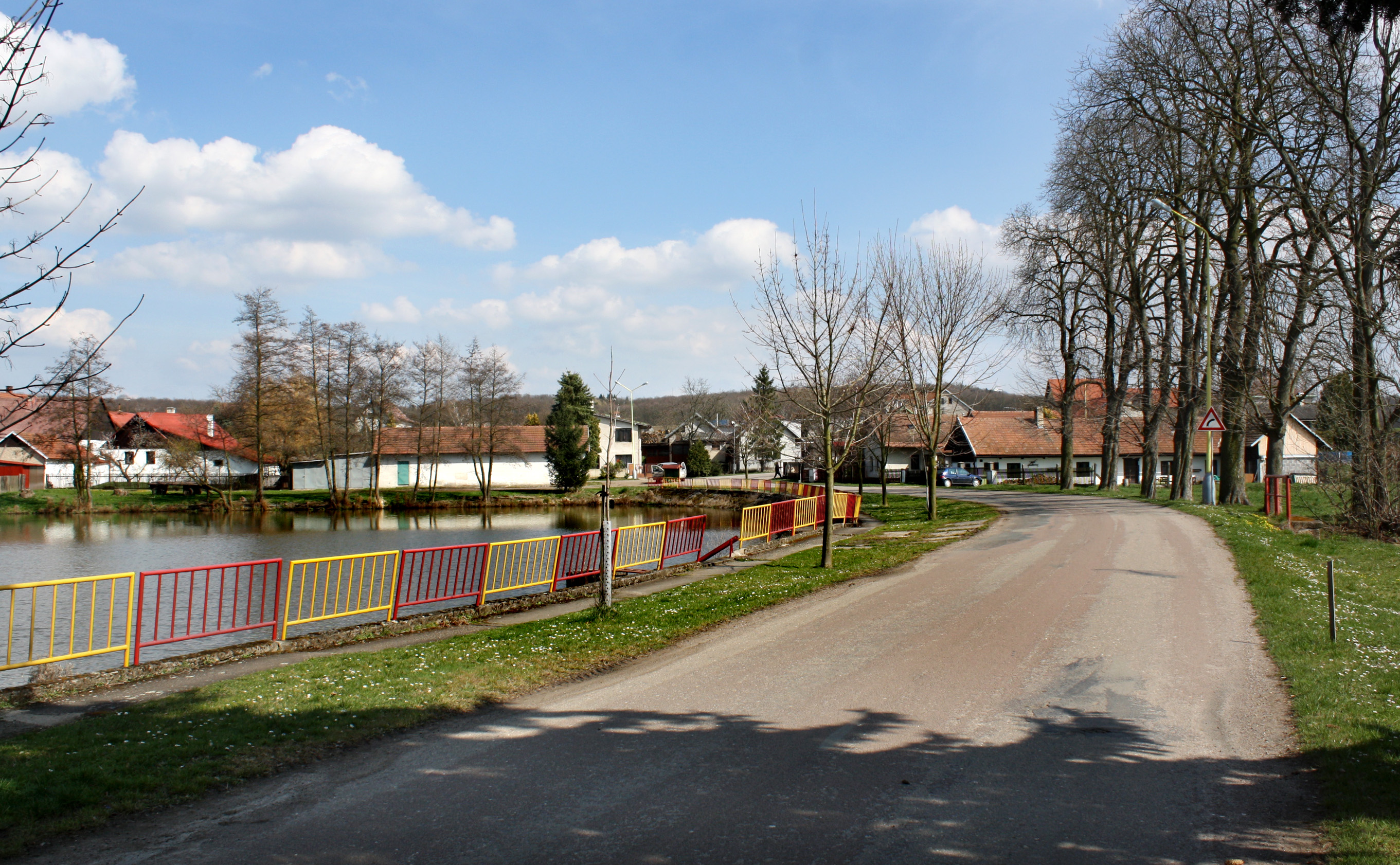
Rybník Návesník v dolní části obce
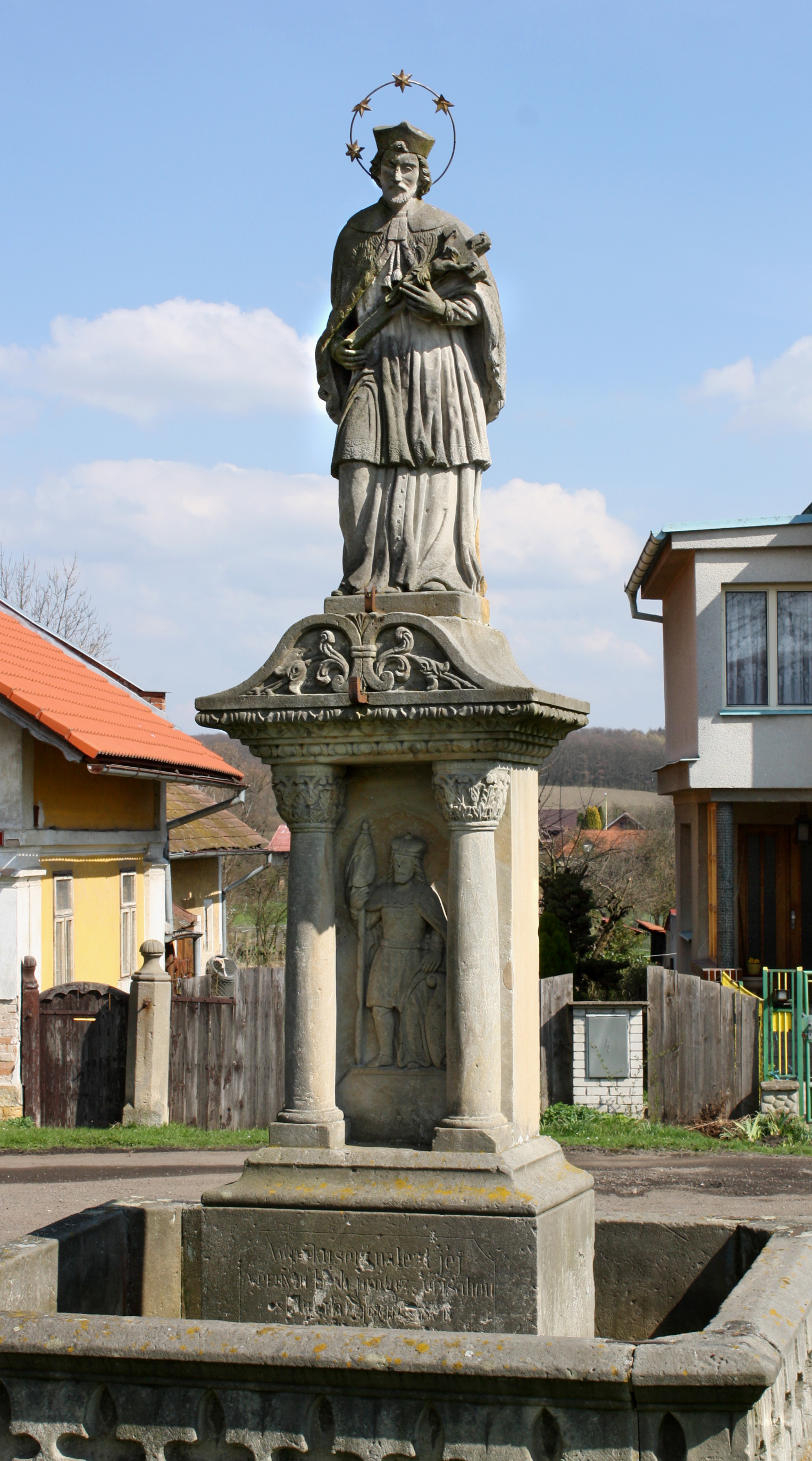
Socha svatého Jana Nepomuckého na návsi